# Wiehl Penguins (Para-Eishockey)
Die Wiehl Penguins (TuS Wiehl ESC) sind eine Para-Eishockeymannschaft aus Wiehl, die seit 2008 unter diesem Namen in der Deutschen Para-Eishockey Liga spielt. Erstmals trat sie 2002 als Yetis Wiehl (EHC Yetis Wiehl 96 e. V.) an. Zwischen 2005 und 2008 bildeten die Yetis eine Spielgemeinschaft mit den Kamen Barbarians, die als SG Kamen/Wiehl an der Liga teilnahm. Seit 2008 gehört die Mannschaft zu den Wiehl Penguins, der Eishockeyabteilung des TuS Wiehl ESC. Von 2012 bis 2017 bildete die Mannschaft erneute eine Spielgemeinschaft mit Kamen, in der Saison 2017/18 folgte eine Spielgemeinschaft mit dem Kölner Eis-Klub. Seit 2018 treten die Penguins wieder eigenständig an.

## Geschichte
Die Yetis Wiehl stiegen zur Saison 2002/03 als erste Mannschaft Nordrhein-Westfalens in den Spielbetrieb der DSL ein. Gleich im ersten Jahr ließen sie die bereits etablierten Mannschaften der Cardinals Dresden und Bremer Pirates hinter sich und belegten hinter Serienmeister Hannover Scorpions den zweiten Platz in der Tabelle. Dies konnten sie im darauffolgenden Spieljahr wiederholen.
Nach einem dritten Platz in der Saison 2004/05 gründeten sie in der Spielzeit 2005/06 als SG Kamen/Wiehl eine Spielgemeinschaft mit den Kamen Barbarians. Diese Spielgemeinschaft wurde Deutscher Meister der Saison 2007/08. Nach diesem Erfolg wurde die Spielgemeinschaft aufgelöst, und beide Mannschaften nehmen wieder selbständig am Spielbetrieb teil.

## Saisonstatistik
Abkürzungen: Sp = Spiele, S = Siege, U = Unentschieden, N = Niederlagen, nP = nach Penaltyschießen, ET = Erzielte Tore, GT = Gegentore, TD = Tordifferenz, Pkt = Punkte
| Saison  | Sp | S  | S n. P. | U | N n. P. | N  | ET  | GT  | TD   | Pkt | Platzierung |
| ------- | -- | -- | ------- | - | ------- | -- | --- | --- | ---- | --- | ----------- |
| 2002/03 | 6  | 4  | −       | 0 | −       | 2  | 24  | 22  | +2   | 8   | 2. Platz    |
| 2003/04 | 6  | 4  | −       | 0 | −       | 2  | 28  | 14  | +14  | 12  | 2. Platz    |
| 2004/05 | 8  | 5  | −       | 0 | −       | 3  | 70  | 25  | +45  | 10  | 3. Platz    |
| 2008/09 | 10 | 7  | 0       | − | 0       | 3  | 61  | 22  | +39  | 21  | 2. Platz    |
| 2009/10 | 10 | 7  | 0       | − | 0       | 3  | 78  | 15  | +63  | 21  | 3. Platz    |
| 2010/11 | 10 | 6  | 1       | − | 0       | 3  | 79  | 13  | +66  | 20  | 2. Platz    |
| Gesamt  | 50 | 33 | 1       | 0 | 0       | 16 | 340 | 111 | +229 | 92  |             |